# Nathalie Étienne
Nathalie Étienne, coniugata Bergeaud (T'Kout, 2 gennaio 1962), è un'ex cestista francese.

## Carriera
Con la Francia ha disputato tre edizioni dei Campionati europei (1985, 1987, 1989).